# Vladímir Arnoldi
Vladímir Mitrofánovich Arnoldi (translitera del cirílico en ruso: Влади́мир Митрофа́нович Арно́льди) (Kozlov (Michurinsk), Rusia (1871-1924) fue un botánico, algólogo, y profesor de biología ruso. Y científicamente enumeró una serie de plantas valiosas del archipiélago malayo.
En 1901, Arnoldi es autor del primer libro de una introducción a la algología rusa para el estudio de los organismos inferiores.

## Biografía
Estudió en el Departamento de Ciencias Naturales, de la Facultad de Ciencias Físicas y Matemáticas de la Universidad Estatal de Moscú que completó en 1893. Fue nombrado curador del herbario del Jardín Botánico Lomonósov de la Universidad de Moscú y profesor de botánica en el Instituto de Moscú de Agricultura en 1896 antes de volver a su posición anterior, mientras que la enseñanza de las ciencias naturales como docente privado (PhD) en la Universidad de Moscú. Rindió su tesis en 1898 y recibió una beca para estudiar en el extranjero en 1899. Trabajó principalmente en Múnich con el profesor Karl Göbel. También va a Copenhague con Johannes Eugenius Bülow Warming. Luego regresó a Moscú para preparar su tesis y continuar enseñando.
En 1902, fue nombrado profesor de botánica en el Instituto de Agronomía de Novaya Alejandría cerca de Varsovia y profesor un año más tarde de botánica en la Universidad de Járkov, mientras obtiene la dirección del jardín botánico de la ciudad. Fundó y dirige la escuela de algología Járkov. Fue un apasionado de la reproducción de helechos y de gimnospermas, así como morfología y flora de algass.
Vivió en la ciudad rusa de Tambov durante gran parte de su vida.
En 1908, la Academia de Ciencias de San Petersburgo le financia un viaje de estudios al Jardín Botánico de Bogor en la isla de Java. Aprovechó la oportunidad para visitar las islas de los alrededores, donde escribió su libro Acerca de las islas del archipiélago malayo, reimpreso en 1912 y 1923. En 1917, dirigió una expedición científica a lo largo del río Donets. De 1919 a 1922 fue profesor en la Universidad de Kuban (Krasnodar) y de 1922 a 1924, profesor de hidrobiología de la Universidad de Moscú.

## Algunas publicaciones
- (en alemán) Die Entwicklung des weiblichen Vorkeims bei den heterosporen Lycopodiaceen. Bot. Ztg. 1896. Т. 44. pp. 159—168

- (en alemán) Beiträge zur Morphologie der Gymnospermen. I. Die Entwicklung des Endosperms bei Sequoia sempervirens. Bull. Soc. Natur. Moscou. 1899. Т. II—III

- (en alemán) Beiträge zur Morphologie und Entwicklungsgeschichte einiger Gymnospermen. Über die Corpuscula und Pollensschlauche bei Sequoia sempervirens // Bull. Soc. Natur. Moscou. 1899. Т. IV

- (en ruso) Очерк явлений истории индивидуального развития у некоторых представителей Sequoiaceae. Учён. зап. Моск. ун-та. 1900. Т. 15. p. 90. Tesis de maestría

- (en alemán) Beiträge zur Morphologie und Entwicklungsgeschichte einiger Gymnospermen. V. Weitere Untersuchungen der Embryogenie in der Familie der Sequoiaceen. Bull. Soc. Natur. Moscou. 1900. Т. IV

- (en alemán) Über die Ursachen der Knospenlage der Blatter. Flora. 1901. Vol. 4. Т. 86. pp. 440—478

- (en alemán) Beiträge zur Morphologie und Entwicklungsgeschichte einiger Gymnospermen. Embryogenie von Cephalotaxus fortunei. Flora. 1900. Т. 87

- (en ruso) Введение в изучение низших организмов. Морфология и систематика зелёных водорослей и близких к ним организмов пресных вод. Moscú, 1902. 216 pp. 2.ª ed. revisada. Járkov, 1908, 360 pp.

- (en alemán) Beiträge zur Morphologie und Entwicklungsgeschichte einiger Gymnospermen. Was sind die Keimblaschen Oder Hofmeisterschen Korperchen in der Eizelle der Abietineen. Flora. 1902. Т. 87

- (en ruso) Материалы к морфологии голосемянных растений. VI. О некоторых особенностях в строении ядер зародыша Gingko biloba. Зап. Ново-Александрийск. с.-х. ин-та. 1903. Vol. 1. Т. XVI

- (en ruso) Морфологические наблюдения над процессом оплодотворения у некоторых голосемянных растений. Тр. о-ва испыт. прир. при Харьковск. ун-те. 1907. Vol. 2. Т. 40. pp. i—vii + 1—99. Tesis de doctorado

- (en alemán) Beiträge zur Morphologie der Keimung von Salvinia natans. Flora. 1909. Т. 100

- (en ruso) Некоторые данные о морфологии полового поколения у Salvinia natans. Тр. о-ва испыт. прир. при Харьковск. ун-те. 1909. — Т. XLIII. pp. 43—59

- (en ruso) Некоторые особенности в географическом распределении водорослей. Дневн. XII съезда русск. естествоисп. и врачей в Москве в 1909—1910 гг.. 1910. Vol. 5. pp. 177

- (en alemán) Algologische Mitteilungen. I. Streblonema longiseta n. sp.. Flora. (1909) 1910. Т. XCIX. pp. 465—472

- (en ruso) Альгологические наблюдения. I. Streblonema longiseta n. sp.. Тр. о-ва испыт. прир. при Харьковск. ун-те. 1909—1910. Т. XLIII. pp. 33—40

- (en ruso) Альгологические наблюдения. II. Compsopogon Chalybaeus. Тр. о-ва испытат. прир. при Харьковск. ун-те. 1909—1910. Т. XLIII. pp. 61—70

- (en ruso) Предварительный отчёт командированного на остров Яву профессора Харьковского университета В. М. Арнольди. I. Прил. к проток. заседания физ.-мат. отд-ния 6. XI. 1909 // Изв. АН, VI сер. Vol. 1, pp. 8-10.

- (en ruso) По островам Малайского архипелага. Наблюдения натуралиста. Moscú: in Научное Слово, 1911. 219 pp.

- (en ruso) Материалы к морфологии морских сифонников. I. Dasycladaceae (Bornetella, Acetabularia). Тр. Бот. музея АН СССР. 1911. Т. VIII. pp. 127—150

- (en alemán) Zur Embryologie einiger Euphorbiaceen. Тр. Бот. муз. АН. 1912. Т. IX. pp. 136—154

- (en alemán) Algologische Studien. Zur Morphologie einiger Dasycladaceen (Bornetella, Acetabularia). Flora, Neue Folge. Т. IV. pp. 85—101

- (en alemán) Materialen zur Morphologic der Meeressiphoneen. II. Bau der Thalloms von Dictyosphaeria. Flora, Neue Folge. 1913. Vol. 2. Т. V. pp. 144—161

- (en ruso) Материалы к флоре водорослей России. I. Водоросли р. Воронежа и его бассейна в пределах Тамбовской губ. II. Водоросли р. Сози и Петровских озер Тверской губ. III. Озера Лапландии. Тр. о-ва испыт. прир. при Харьковск. ун-те. 1914. Vol. 2. Т. XLV1I. pp. 1-18; 76-94. En colaboración con M.A. Alexenko.

- (en ruso) Водоросли Арктического моря. Природа. 1915. pp. 1111—1136.

- (en ruso) Новый организм из рода вольвоксовых Pyrobotris incurva. Юбил. сб. в честь 70-летия проф. К. А. Тимирязева : Moscú, 1916. pp. 51—58

- (en ruso) Северо-Донецкая биологическая станция Общества испытателей природы при Харьковском университете. Тр. о-ва испыт. прир. при Харьковском ун-те. 1918. Т. XLIX

- (en ruso) Водоросли (очерки). Путеводитель по окрестностям Харькова. Харьков, 1918

- (en ruso) Очерк водорослей степных рек. Журн. Русск. бот. о-ва. 1922. Т. VII. pp. 61—72

- (en ruso) Кубанский Витязевский лиман. Альгологическая экскурсия. Журн. Русск. бот. о-ва. 1922. Т. VII. pp. 47—50

- (en ruso) Две экскурсии на озеро Абрау. Журн. Русск. бот. о-ва. 1922. Т. VII. pp. 51—61

- (en ruso) О фитопланктоне Азовского моря. Рыбн. х-во. 1923. Т. III. pp. 174—175

- (en ruso) По островам Малайского архипелага. 2-е изд. Moscú, 1923

- (en ruso) Водоросли Суджукской лагуны (у Новороссийска). Изв. Российск. гидролог. ин-та. 1924. Т. 10. pp. 45—58

- (en ruso) Введение в изучение низших организмов. Посмертн. изд. перераб. и доп. Moscú, 1925. 355 pp.

- (en ruso) Очерк водорослей приазовских лиманов. Тр. Кубано-Черноморск. н.-иссл. ин-та. Работы Новороссийск. биостанции им. В. М. Арнольди. 1928. Vol. 57. pp. 5—15.
- (en ruso) Материалы к флоре водорослей Кубанской области. Первые сведения о флоре водорослей степных рек. Сб. им. С. Г. Навашина. Moscú 1928. pp. 105—117

## Honores
Miembro correspondiente
- Academia de las Ciencias de Rusia

- La abreviatura «Arnoldi» se emplea para indicar a Vladímir Arnoldi como autoridad en la descripción y clasificación científica de los vegetales.[1]